# Juventud Revolucionaria Febrerista
La Juventud Revolucionaria Febrerista (JRF) la organización que agrupa a los jóvenes militantes del Partido Revolucionario Febrerista. Es miembro pleno de la IUSY (Unión Internacional de Juventudes Socialistas en español), organización fraternal de la Internacional Socialista.
La JRF tiene influencia en movimientos estudiantiles, culturales y campesinos. Estructuralemte forma parte del órgano juvenil de la Alianza Patriótica para el Cambio, que es la JPC, que nuclea a todas las Juventudes de los partidos y movimientos miembros de la Alianza.

## Historia
Tiene su órigen en el Movimiento Juvenil Febrerista (MJF) de los años 40. Ingresó en la IUSY en el año 1965, siendo el primer movimiento juvenil paraguayo en hacerlo, y uno de los primeros de Latinoamérica.
Como toda organización opositora a la dictadura de Alfredo Stroessner, fue duramente perseguida entre 1954 y 1989. Inclusive, varios de los dirigentes de la JRF fueron torturados y desaparecidos.
Con la vuelta de la democracia, en 1989, la JRF puedo volver a actuar con libertad.

### Secretaría General
- Carlos Aureliano Benítez García (1968-1970)
- Nils Candia Gini (1970-1972)
- Alfredo Carrillo Iramain (¿?-¿?)
- Euclides Acevedo (¿?-¿?)
- Oscar Britez
- Luciano Gutiérrez
- Arnaldo Llorens (¿?-1985)
- Diana Bañuelos (1985-1987)
- Aníbal Carrillo Iramain (1987-)
- Rodrigo Zelada (1989-1991)
- Roberto Fernández (1994-1998)
- Enrique Sánchez Ferrei (1998-2001)
- Carlos Manuel Olmedo Martínez (2001-2006)
- Carlos Torres (2006-2009)
- Maximiliano Urbieta (2010 - 2013)
- Orlando Aguirre (2013 - 2014)
- Mario Larroza (2014-2015: finalización del periodo anterior)
- Maccarena Chilavert (2016 - 2018)
- Natalia Rodríguez (2019 - 2020)
- Gabriel Alvarenga (2020-2021)
- Hector Silva (2021-2022: destituido)
- Mario Larroza (2022 - 2023)